# Paectes chrysoplaga
Paectes chrysoplaga är en fjärilsart som beskrevs av Druce 1911. Paectes chrysoplaga ingår i släktet Paectes och familjen nattflyn. Inga underarter finns listade i Catalogue of Life.